# Błędnik kostny
Błędnik kostny (łac. labyrinthus osseus) – w anatomii człowieka część ucha wewnętrznego. Jest on wypełniony płynem, zwanym przychłonką. Wewnątrz błędnika kostnego mieści się błędnik błoniasty zawieszony na licznych pasemkach łącznotkankowych. Błędnik kostny składa się z: przewodu słuchowego wewnętrznego, przedsionka, trzech kanałów półkolistych i ślimaka.
Błędnik kostny obejmuje błędnik błoniasty odtwarzając na ogół jego kształt, ale jest od niego znacznie pojemniejszy. W niektórych tylko miejscach przylega do jego ścian i tam się z nim zrasta. Poza tymi miejscami wszędzie między błędnikiem kostnym a błoniastym znajduje się przestrzeń przychłonkowa (spatium perilymphaticum) wypełniona płynem wodnistym, przychłonką, czyli cieczą błędnikową zewnętrzną.
Przestrzeń ta wysłana śródbłonkiem łączy się z jamą bębenkową dwoma otworami: okienkiem przedsionka, o który opiera się podstawa strzemiączka, i okienkiem ślimaka zamkniętym błoną bębenkową wtórną.
Błędnik kostny składa się z części środkowej, przedsionka, oraz z dwóch części obwodowych, przedniej i tylnej. Część przednią stanowi ślimak, tylną trzy kanały półkoliste. Kanały półkoliste kostne obejmują przewody półkoliste błoniaste; podobnie do nich odróżnia się kanał półkolisty przedni, tylny i boczny oraz odpowiednie bańki kostne.
Niektórzy autorzy do ucha wewnętrznego zaliczają również przewód słuchowy wewnętrzny, przez który kierują się nerwy i naczynia do ucha wewnętrznego. W ścianie przyśrodkowej przedsionka, opierającej się od dno przewodu słuchowego wewnętrznego, leżą grupy otworków, tzw. plamki sitkowate. Przez te otworki przechodzą włókna nerwowe tworzące nerw przedsionkowo-ślimakowy.
Ślimak, z kształtu podobny do muszli ślimaka winniczka, zawiera błoniasty przewód ślimakowy. Ma on stożkowaty trzon kostny – wrzecionko biegnące na osi ślimaka. Podstawa ślimaka opiera się o dno przewodu słuchowego wewnętrznego, a wierzchołek zwrócony jest do jamy bębenkowej. Wrzecionko przebijają liczne kanaliki dla nerwów i naczyń. Dookoła wrzecionka owija się wychodzący z przedsionka kanał spiralny ślimaka. Uzupełnieniem blaszki spiralnej kostnej jest ściana bębenkowa przewodu ślimakowego, zwana także błoną podstawną lub blaszką spiralną błoniastą. Błona ta łączy brzegi blaszki spiralnej kostnej ze ścianą boczną kanału spiralnego; na niej spoczywa narząd Cortiego. Do blaszki spiralnej kostnej oraz do zewnętrznej ściany kanału spiralnego ślimaka jest przymocowany przewód ślimakowy błędnika błoniastego. Ponieważ przewód ten jest znacznie mniejszy od kanału spiralnego ślimaka, między przewodem błoniastym a ścianą kanału kostnego znajdują się dwie przestrzenie przychłonkowe, wijące się spiralnie jak schody. Jedna z nich nazywa się schodami przedsionka, ponieważ wychodzi z przedsionka, druga schodami bębenka, gdyż przez okienko ślimaka sąsiaduje z jamą bębenkową. Przewód ślimakowy bywa określany nazwą schodów środkowych.